# Plante sauvage
Une plante sauvage est une plante non domestiquée. C'est une catégorie de plantes poussant spontanément, qui n'ont pas été cultivées.

## Listes de plantes sauvages
- Liste des plantes sauvages de la Belgique
- Liste des plantes sauvages du Sahara
- Liste d'Églantiers

## Domestication des espèces sauvages
- Espèce sauvage apparentée à une plante cultivée
- Domestication de l'amandier